# Euthyrrhapha obscura
Euthyrrhapha obscura är en kackerlacksart som beskrevs av Karlis Princis 1967. Euthyrrhapha obscura ingår i släktet Euthyrrhapha och familjen Polyphagidae. Inga underarter finns listade i Catalogue of Life.